# Karl von Lersner
Karl Freiherr von Lersner (* 1. Juli 1898 in Frankfurt am Main; † 25. Januar 1943 bei Orjol) war ein deutscher Generalmajor im Zweiten Weltkrieg.

## Leben
Lersner entstammte einer alten hessischen Familie, deren früheste Angehörige seit 1486 im Rat der Stadt Marburg saßen, mehrere Jura-Professoren der dortigen Universität stellten und in Hessen hohe Verwaltungsposten bekleideten. Seit dem Jahre 1566 waren sie Mitglieder der Frankfurter Patriziergesellschaft Alten Limpurg. Er war der zweite Sohn des Architekten Alexander Freiherr von Lersner und dessen Ehefrau Bertha, geborene Freiin von Woellrath-Lauterburg (1865–1925). Verheiratet war er seit 1926 mit Ilse Köstlin, mit der er zwei Söhne und eine Tochter hatte.

## Militärische Laufbahn
Während des Ersten Weltkriegs trat Lersner im Mai 1916 als Freiwilliger in das Leibgarde-Infanterie-Regiment (1. Großherzoglich Hessisches) Nr. 115 in Darmstadt ein. Als Leutnant (seit 1. Juni 1917) nahm er an den Kämpfen an der Westfront teil und wurde mit beiden Klassen des Eisernen Kreuzes, dem Verwundetenabzeichen in Schwarz sowie der Hessische Tapferkeitsmedaille ausgezeichnet.
Nach Kriegsende kehrte Lersner mit seinem Regiment in die Heimat zurück und wurde nach der Demobilisierung und Auflösung der Einheit am 1. Oktober 1919 in die Vorläufige Reichswehr übernommen. Hier war er ein Jahr beim Infanterie-Regiment 21 und wurde anschließend zum 15. Infanterie-Regiment versetzt. Dort war Lersner bis 1928 in der 13. (MG) Kompanie, wurde am 1. April 1925 zum Oberleutnant befördert und dann in die 12. (MG) Kompanie versetzt. An der Technischen Hochschule Darmstadt studierte der am 1. April 1933 zum Hauptmann beförderte Lersner von 1930 bis 1935 und erwarb den akademischen Grad eines Dipl.-Ing.
In der Zeit der Aufrüstung der Wehrmacht wurde Lersner Kompaniechef im Infanterie-Regiment 57 und am 1. August 1936 zum Major befördert. Am 1. April 1937 versetzt man ihn in das Heereswaffenamt des Oberkommandos des Heeres, wo er am 1. August 1939 zum Oberstleutnant befördert wurde und über den Beginn des Zweiten Weltkrieges bis Februar 1940 tätig war. Als Kommandeur des I. Bataillons des Infanterie-Regiments 73 nahm er dann am Westfeldzug teil und wurde dabei im Mai 1940 verwundet. Im August war Lersner dann wieder verwendungsfähig, wurde im OKH eingesetzt und dort am 1. November 1941 zum Oberst befördert. Am 1. April 1942 ernannte man ihn zum Kommandeur des Grenadier-Regiments 537, mit dem er an der Ostfront kämpfte. Dort fiel er bei den Kämpfen um Orjol und wurde postum am 12. März 1943 mit dem Ritterkreuz des Eisernen Kreuzes ausgezeichnet sowie am 20. April 1943 zum Generalmajor befördert.